# Lo spirito libero
Lo spirito libero (Der Freigeist) è una delle prime commedie in cinque atti di Gotthold Ephraim Lessing. Viene portata a termine nel 1749 e pubblicata nella prima edizione delle sue opere complete (1752-1755). Il dramma non viene subito messo in scena, ma ci sono testimonianze che affermano che il dramma sia stato messo in scena diverse volte fra il 1768 e il 1770. Lo scopo principale del dramma è di dimostrare che anche gli "spiriti liberi" possono agire secondo norme naturali socialmente accettate. 

## Trama
Lisidor, padre di Juliane e Henriette, ha deciso di accoppiare le figlie rispettivamente con il religioso Theophan e il libertino Adrast. Juliane, ha un carattere mansueto, è rispettosa dei precetti religiosi; mentre Henriette è vivace, sincera e talvolta anche sfrontata. Il padre ha dunque creato le coppie secondo il principio che i simili si attraggono. Theophan, all'inizio del dramma vorrebbe diventare amico di Adrast, ma quest'ultimo rifiuta questa possibilità in quanto sono uno l'opposto dell'altro. Theophan porta avanti la sua visione religiosa, basata su la fratellanza e l'amicizia universale; Adrast, invece, preferisce un'indifferenza basata sulla ragione. Nel corso del dramma questi due personaggi si dimostreranno molto lontani dagli ideali che teoricamente portano avanti e finiranno per diventare amici. Tutto questo è inoltre legato al fatto che entrambi sono innamorati l'uno della donna dell'altro. Alla fine ognuno potrà sposarsi con la donna che ama. 

## Personaggi
- Adrast: lo "spirito libero", innamorato di Juliane.
- Theophan: un giovane religioso, innamorato di Henriette.
- Lisidor: padre di Henriette e Juliane.
- Henriette: figlia di Lisidor accoppiata con Adrast, ma innamorata di Theopane.

- Juliane: figlia di Lisidor accoppiata con Theophan, ma innamorata di Adrast.